# Juan María Florindo Agurto Muñoz
Juan María Florindo Agurto Muñoz O.S.M. (Santiago, Chile, 19 de fevereiro de 1959) é um ministro chileno e bispo católico romano de San Carlos de Ancud.
Juan María Florindo Agurto Muñoz ingressou na Congregação Servita e foi ordenado sacerdote em 28 de junho de 1986.
O Papa João Paulo II o nomeou Bispo Coadjutor de San Carlos de Ancud em 22 de outubro de 2001. O bispo de San Carlos de Ancud, Juan Luis Ysern de Arce, deu-lhe a consagração episcopal em 6 de janeiro do ano seguinte; Co-consagrantes foram o Arcebispo Aldo Cavalli, Núncio Apostólico no Chile, e Aldo Maria Lazzarín Stella OSM, Vigário Apostólico Emérito de Aysén.
Com a aposentadoria de Juan Luis Ysern de Arces em 15 de setembro de 2005, ele o sucedeu como Bispo de San Carlos de Ancud.